# Tzintzuntzan
Tzintzuntzan é uma zona arqueológica localizada na Meseta Tarasca, no centro norte do estado mexicano de Michoacán. Em língua purépecha Ts’intsuntsani é 'Lugar dos colibris' devido ao fato da palavra ser uma onamatopeia que imita o som dos colibris, durante a colônia também se chamou Citzutza. Seu nome provém do vocábulo purépecha tz'intzuni = colibrí, e significa lugar dos colibris.

## História
Foi fundada pelo cacique purépecha Tariácuri, por volta de 1325, nas imediações do Lago de Pátzcuaro. Tzintzuntzan era a capital do poderoso reino Purepecha que resistiu a  diversas tentativas de conquista por parte do império azteca. Se calcula que em sua época de maior apogeo, Tzintzuntzan tinha uma população de 40 mil habitantes. Esta cidade foi a capital do estado Purepecha desde a metade do século XV até sua queda ante os espanhois.
Em meados do século XX a cidade havia perdido tamanho até ser uma localidade com alguns milhares de habitantes. Isso acotenceu porque a capital administrativa dos espanhois foi Valladolid, chamada posteriormente de Morelia hoje capital de Michoacán; ficando Tzintzuntzan como uma cidade mais isolada que foi perdendo importância política, econômica e demográfica. George M. Foster realizou um trabalho sociológico de campo na década de 1940, publicado em 1967, que teve bastante influência no estudo de outras sociedades rurais.

## Restos arqueológicos
A zona arqueológica compreende um centro ceremonial, edificado sobre uma plataforma de uns 400 m², que tem uma rampa de acesso no centro. Sobre a plataforma foram construidas cinco yácatas (plataformas que formam um corpo retangular com outro circular, o que faz parecer como uma espécie de "T"), que eram a base dos templos dedicados a adoração dos deuses principais do povo tarasco, entre eles o Curicaueri.